# Tallkrogen (metrostation)
Tallkrogen is een station van de Stockholmse metro op 6 kilometer ten zuiden van Slussen. Het station van architect Peter Celsing ligt aan de noordrand van Tallkrogen dat als Olympiskaområdet is gebouwd. De buurt is aangelegd in de vorm van een grote atletiekbaan en de straten zijn genoemd naar Olympische sporten en de Zweedse sportbestuurder Victor Balck.

## Geschiedenis
In 1936 was de buurt niet aangesloten op het tramnet, maar werd het openbaar vervoer verzorgd door een busdienst, wat voor alle nieuwbouw rond Stockholm was gepland. Het metrobesluit van 1941 schrapte dit busnet en de nieuwe wijken zouden met een metro met het centrum worden verbonden. Als eerste werd de Enskedebanan (tram 8) vervangen door een metro. Ten zuiden van het dorp Enskede, bij het huidige station Skogskyrkogården, boog deze lijn af naar het oosten. De metro is echter pas rendabel als er voldoende reizigersaanbod is, wat ten oosten van het dorp Enskede toen niet het geval was. De metro buigt dan ook af naar het zuidwesten met als eerste station Tallkrogen en iets verder de nieuwbouwwijken Gubbängen en Hökarängen met een dichte bevolking en dus voldoende klanten voor de metro.

## Station
Het station is, als een van de elf stations van eerste volwaardige metrolijn (T18), geopend op 1 oktober 1950. De ingang van het station ligt aan de Victor Balcks väg aan de westkant van het perron. Aanvankelijk lag de ingangstrap in de openlucht tussen de sporen. Later is alsnog een toegangsgebouw gebouwd door de trap te overkappen en een deel van het perron van wanden te voorzien. Boven aan de trap zijn toegangspoortjes gebouwd en de aankomende reizigers kunnen sinds 1998 boven de trap een kunstwerk van Kristina Anshelm zien. Dit kunstwerk heet de De draak van Tallkrogen en is geïnspireerd op de bijzondere plattegrond van de wijk. Wie goed kijkt ziet aan de onderkant de metrolijn met het station als oranje-bruine lijn. Het skelet van de draak wordt gevormd door de straten en de typische huizen met rode dakpannen vormen de achtergrond. Het kunstwerk is gemaakt van plastic laminaat.

## Afbeeldingen

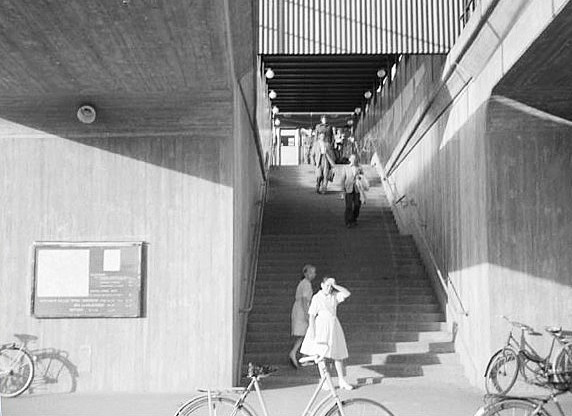
De trap in de jaren 1960
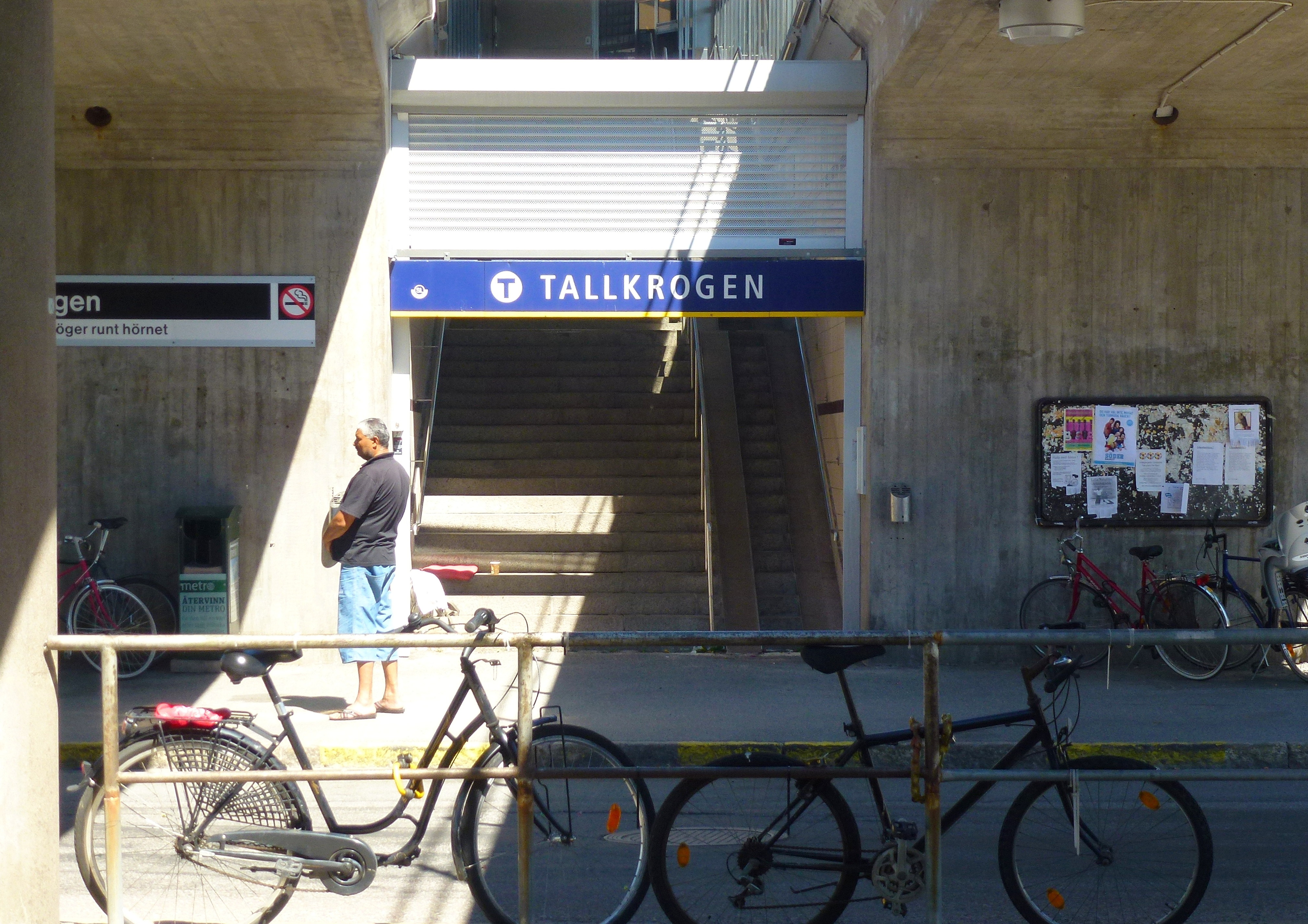
De huidige ingang
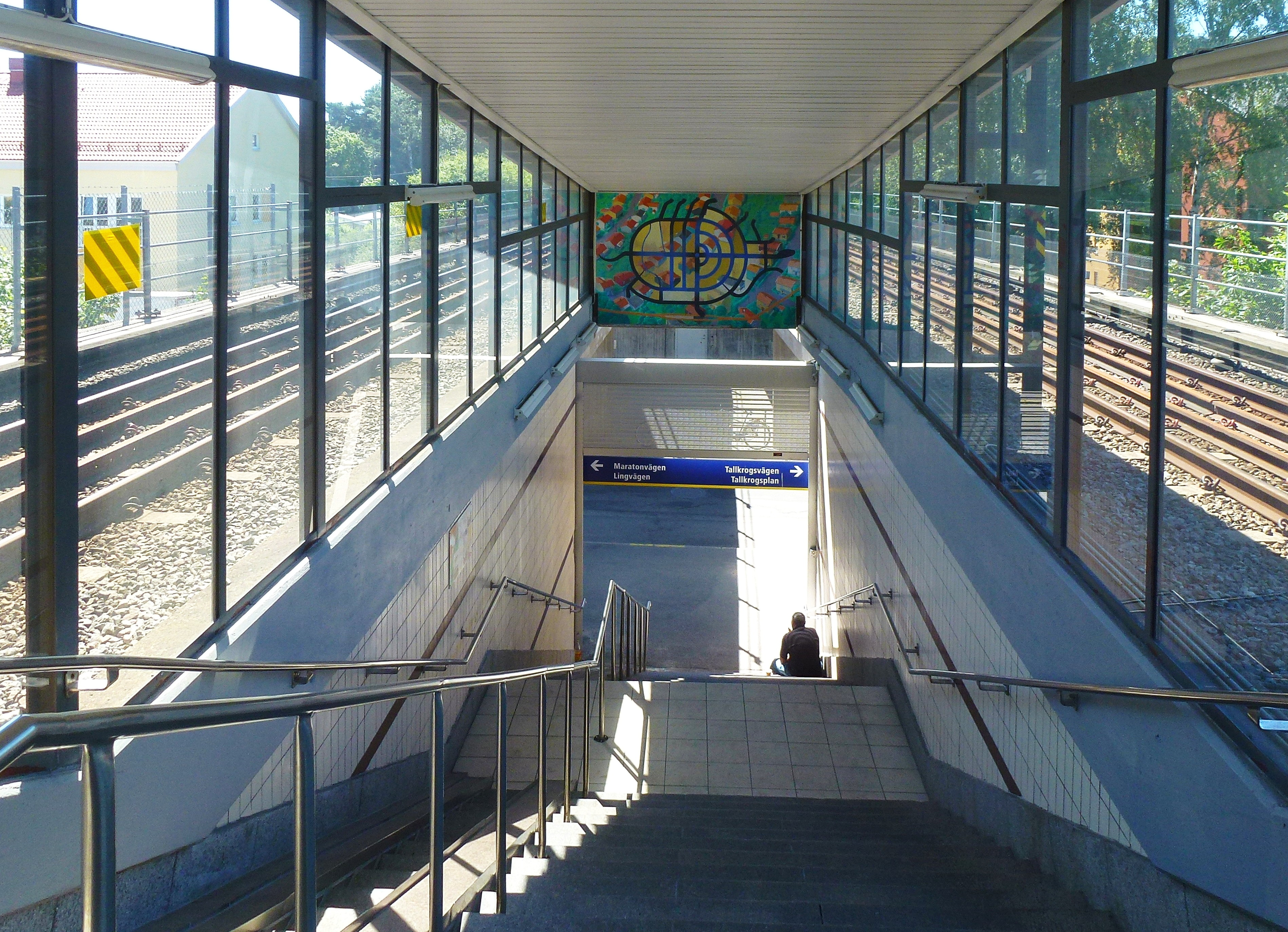
Toegangsgebouw interieur
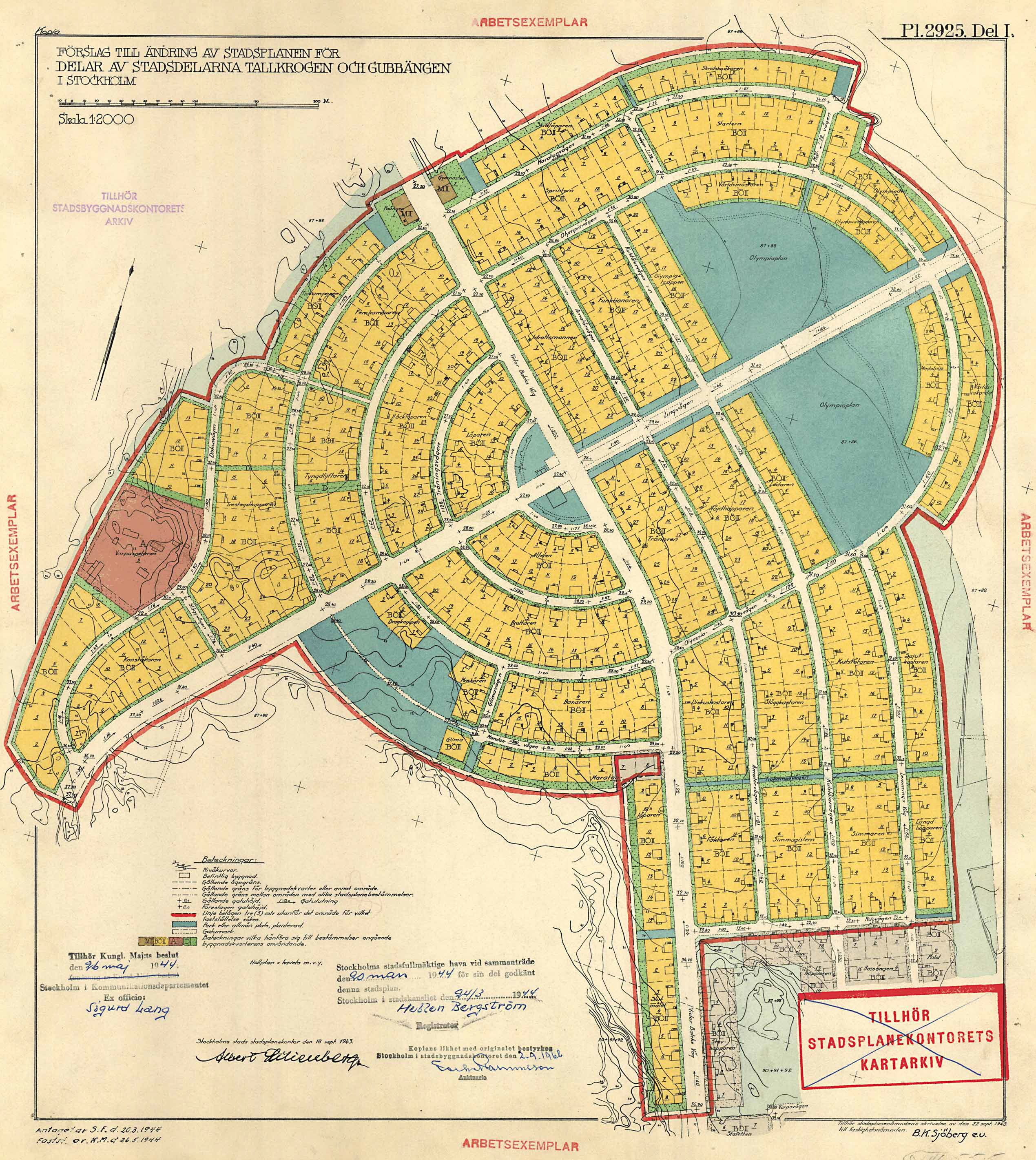
De plattegrond uit 1943
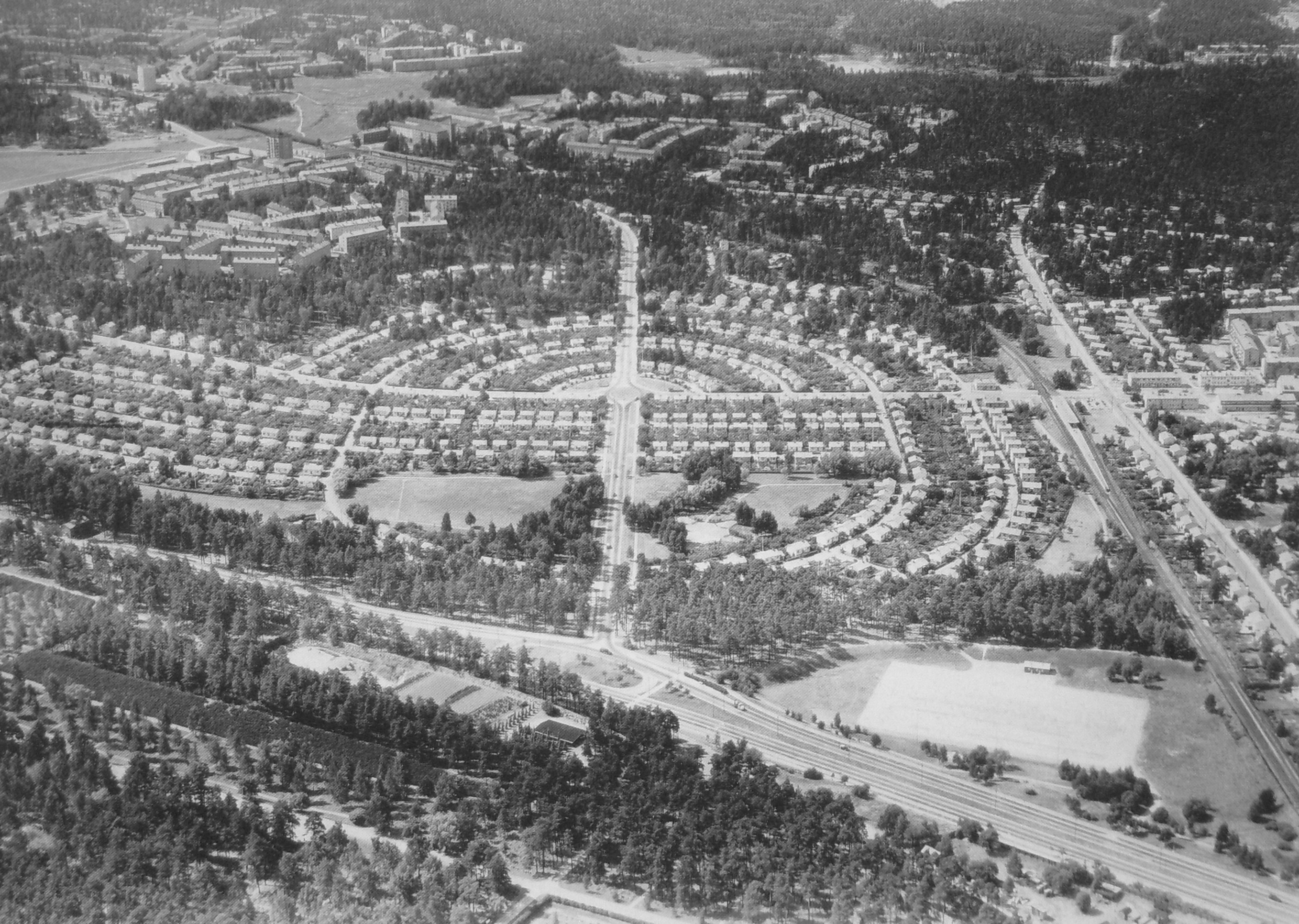
Luchtfoto uit het oosten met rechts van de wijk het metrostation en achter de wijk Gubbängen in 1959
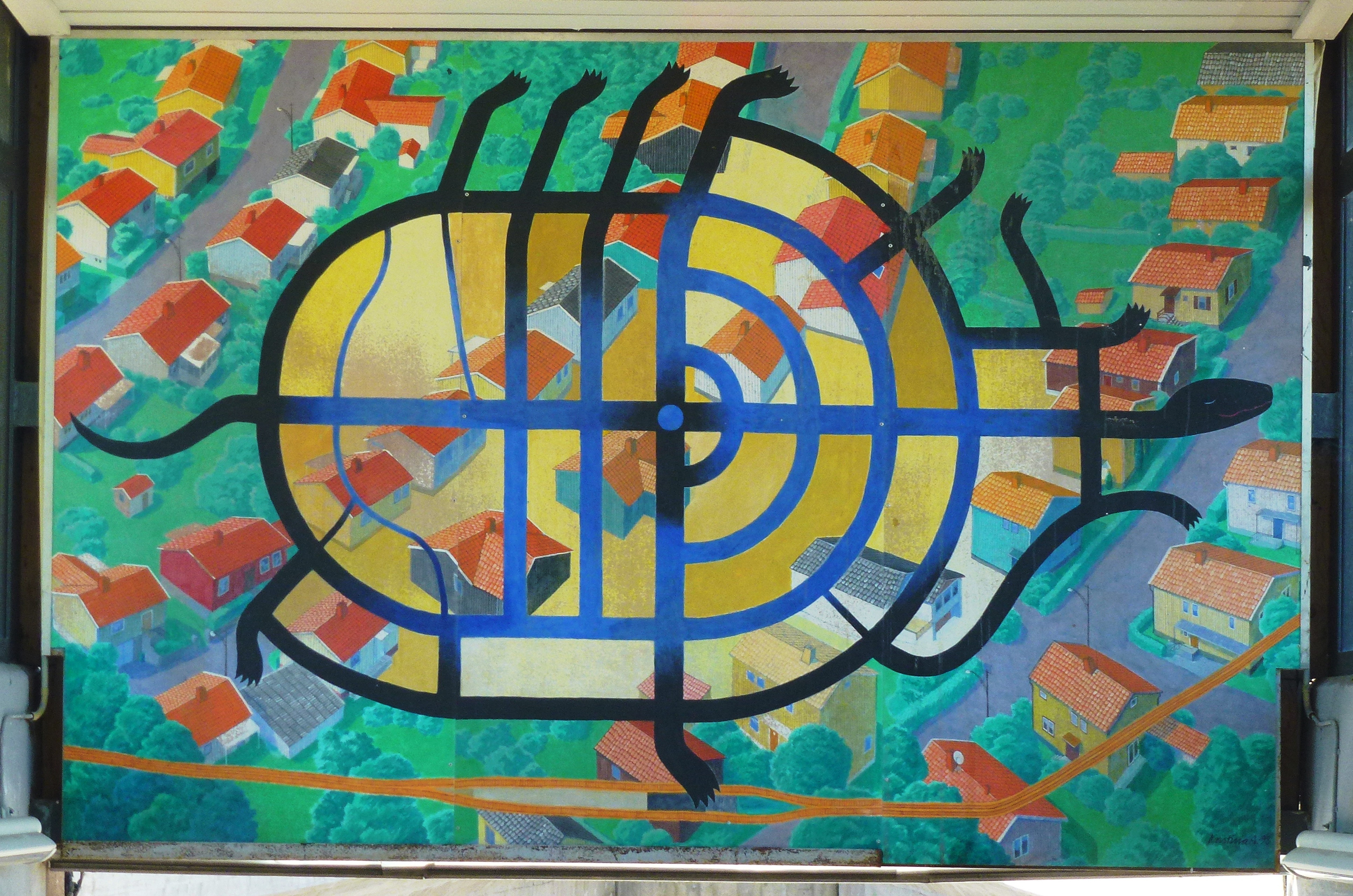
"De draak van Tallkrogen"
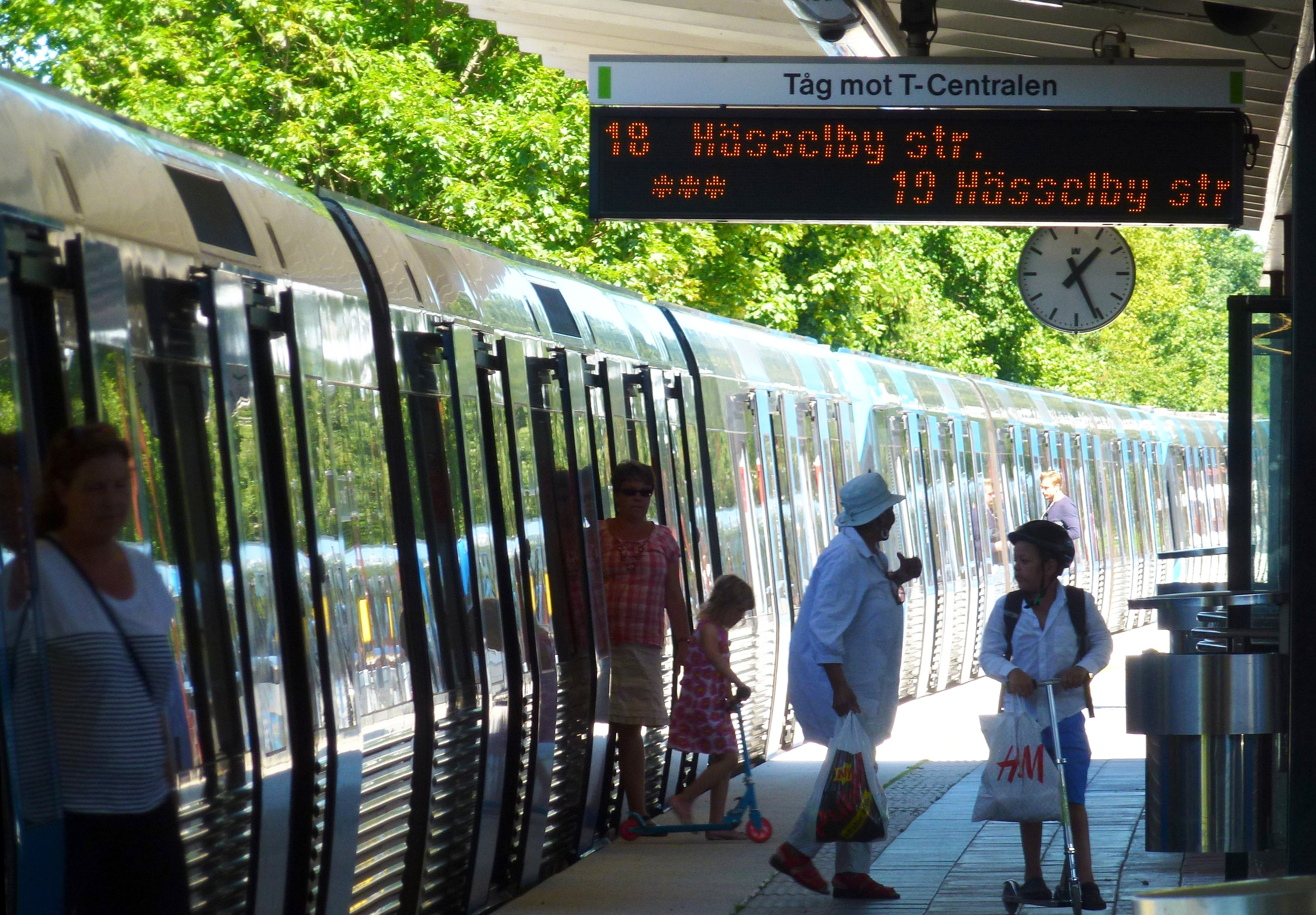
De trein richting het centrum langs het perron
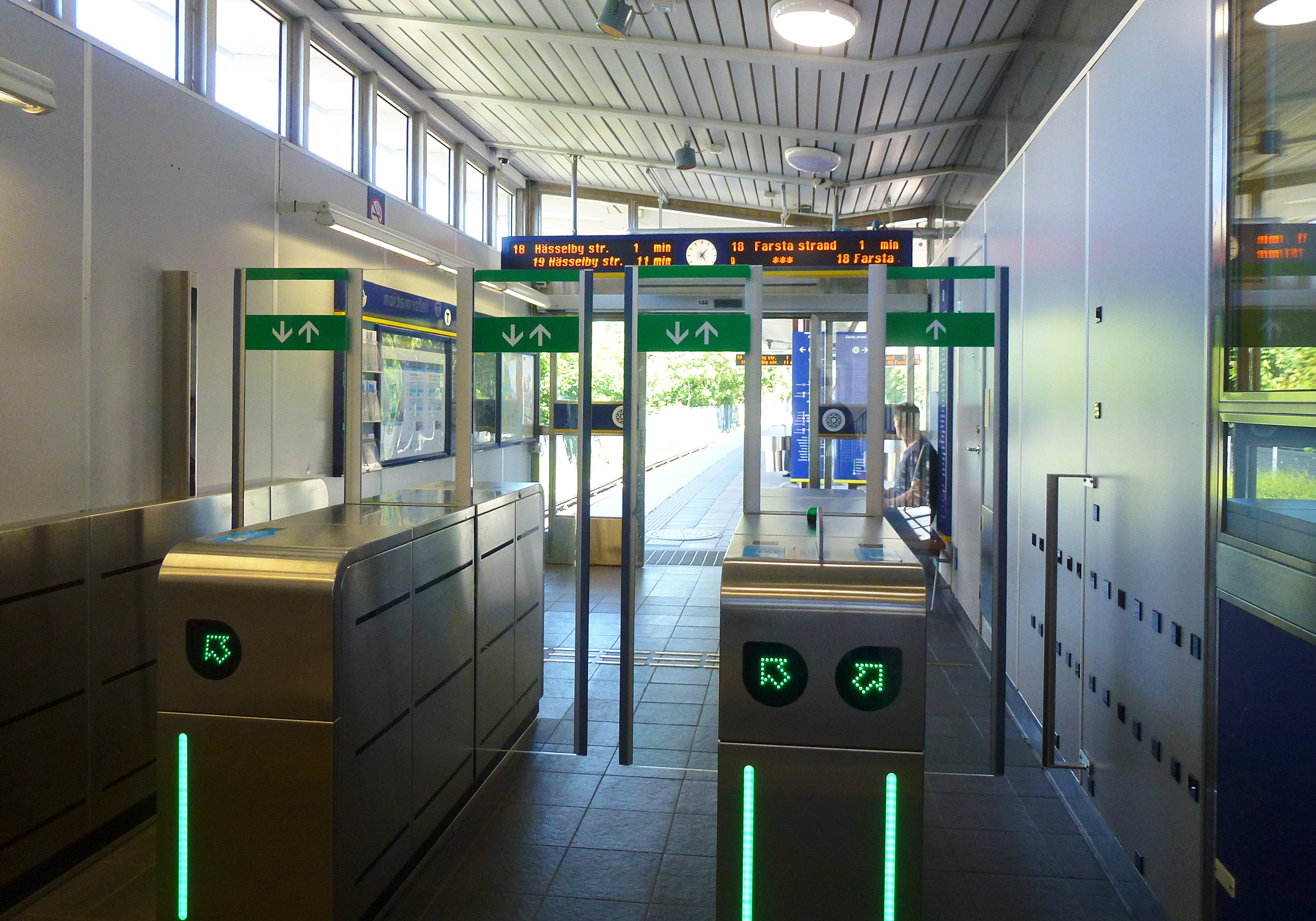
Toegangspoortjes tussen de wanden op het perron

Alvik · 
Kristineberg · 
Thorildsplan  · 
Fridhemsplan · 
S:t Eriksplan · 
Odenplan  · 
Rådmansgatan  · 
Hötorget · 
T-Centralen ·  
Gamla Stan · 
Slussen · 
Medborgarplatsen ·  
Skanstull · 
Gullmarsplan ·  
Skärmarbrink ·  
Blåsut·  
Sandsborg·  
Skogskyrkogården ·  
Tallkrogen·
Gubbängen·  
Hökarängen·
Farsta·
Farsta strand